# Honigverordnung
Die Honigverordnung ist eine Verordnung, die vom Bundesministerium für Verbraucherschutz, Ernährung und Landwirtschaft im Januar 2004 aufgrund der Ermächtigung in § 19 Absatz 1 Nr. 1, 2 b), 3, 4 a) und c)  sowie aufgrund von § 44 Absatz 1 Nr. 2 LFGB in der Fassung der Bekanntmachung vom 9. September 1997 (BGBl. I S. 2296) erlassen worden ist. Sie löste die alte Honigverordnung vom 13. Dezember 1976 (BGBl. I S. 3391) ab.
Es handelt sich um eine Regelung aus dem Rechtsbereich des Lebensmittelrechts, welche die Qualitätsmindestanforderungen und die Kennzeichnung für Honig regelt. So schreibt die Honigverordnung, in Ergänzung der Lebensmittel-Kennzeichnungsverordnung, Verkehrsbezeichnungen für Honigsorten nach Herkunft, Gewinnung, Angebotsform und Zweck des Honigs vor. Zum Beispiel dürfen demnach dem Honig weder Stoffe entzogen noch hinzugefügt werden. Lediglich Pollen dürfen dem Honig entzogen werden, der in diesem Fall unter der Verkehrsbezeichnung „Gefilterter Honig“ vermarktet werden muss.
Außerdem muss das Ursprungsland, in dem der Honig erzeugt wurde, angegeben werden. Bei mehreren Ursprungsländern sind stattdessen auch die folgenden Angaben erlaubt:
- „Mischung von Honig aus EU-Ländern“,
- „Mischung von Honig aus Nicht-EU-Ländern“,
- „Mischung von Honig aus EU-Ländern und Nicht-EU-Ländern“.

Honig, der für industrielle Zwecke oder als Zutat für dann weiterverarbeitete Lebensmittel produziert wurde, muss mit dem Hinweis „nur zum Kochen und Backen“ gekennzeichnet werden.
Der Anwendungsbereich der Verordnung umfasst jeden Honig und jedes Honigprodukt, soweit sie dazu bestimmt sind, als Lebensmittel gewerbsmäßig in den Verkehr gebracht zu werden.